# غار شووه
غار شُووِه (به فرانسوی: Chauvet) در منطقهٔ آردش در جنوب فرانسه بخاطر وجود برخی از قدیمی‌ترین نقاشی‌های درون غار و نیز آثاری از دوره پارینه‌سنگی نوین - که برای همیشه درک باستان‌شناسی از بیان هنری و رشد خلاق انسان ماقبل تاریخ را تغییر داد - مشهور است.
این غار که در نزدیکی بخش والون-پون-دارک (Vallon-Pont-d'Arc) روی صخره‌ای آهکی بر بالای بستر پیشین رود آردش واقع شده، در ۱۸ دسامبر ۱۹۹۴ کشف و یکی از جایگاه‌های مهم هنر پیش از تاریخ محسوب می‌شود.
از طریق تاریخ‌گذاری رادیوکربن، نقاشی‌های خارق‌العاده به دوره اوریگنیشن بیش از ۳۰۰۰۰ سال پیش بازمی‌گردد. به لطف ریزش صخره‌ای که بیش از ۱۰۰۰۰ سال بعد ورودی غار را مسدود کرد، غار شووه - و بیش از ۱۰۰۰ نقاشی که بر روی دیوارهای آهکی آن ثبت شده‌است - دست نخورده باقی ماندند و برای هزاران سال با کیفیتی بکر حفظ شدند.
این غار نخستین بار توسط یک گروه سه نفره غارشناس بررسی شده‌است: الی‌یت برونل دشام، کریستین هیلر و ژان-ماری شووِه (که غار به نام او نامگذاری شد) کاوش در غار شووِه به خوبی و با جزئیات کامل ثبت شده‌است. علاوه بر نقاشی و دیگر شواهد انسانی، آن‌ها همچنین بقایای فسیل شده، رد پا و نشانه‌هایی از انواع حیوانات، که بعضی از آن‌ها در حال حاضر منقرض شده‌اند، کشف کردند. مطالعات بیشتر توسط باستان‌شناس فرانسوی ژان کلوت اطلاعات بیشتری بدست داد. تاریخچهٔ این سایت مورد مناقشه است اما نتایج یک تحقیق که در سال ۲۰۱۲ منتشر شد قدمت هنر سایت را سی تا سی و دو هزار سال تخمین می‌زند. :)

## ویژگی‌ها

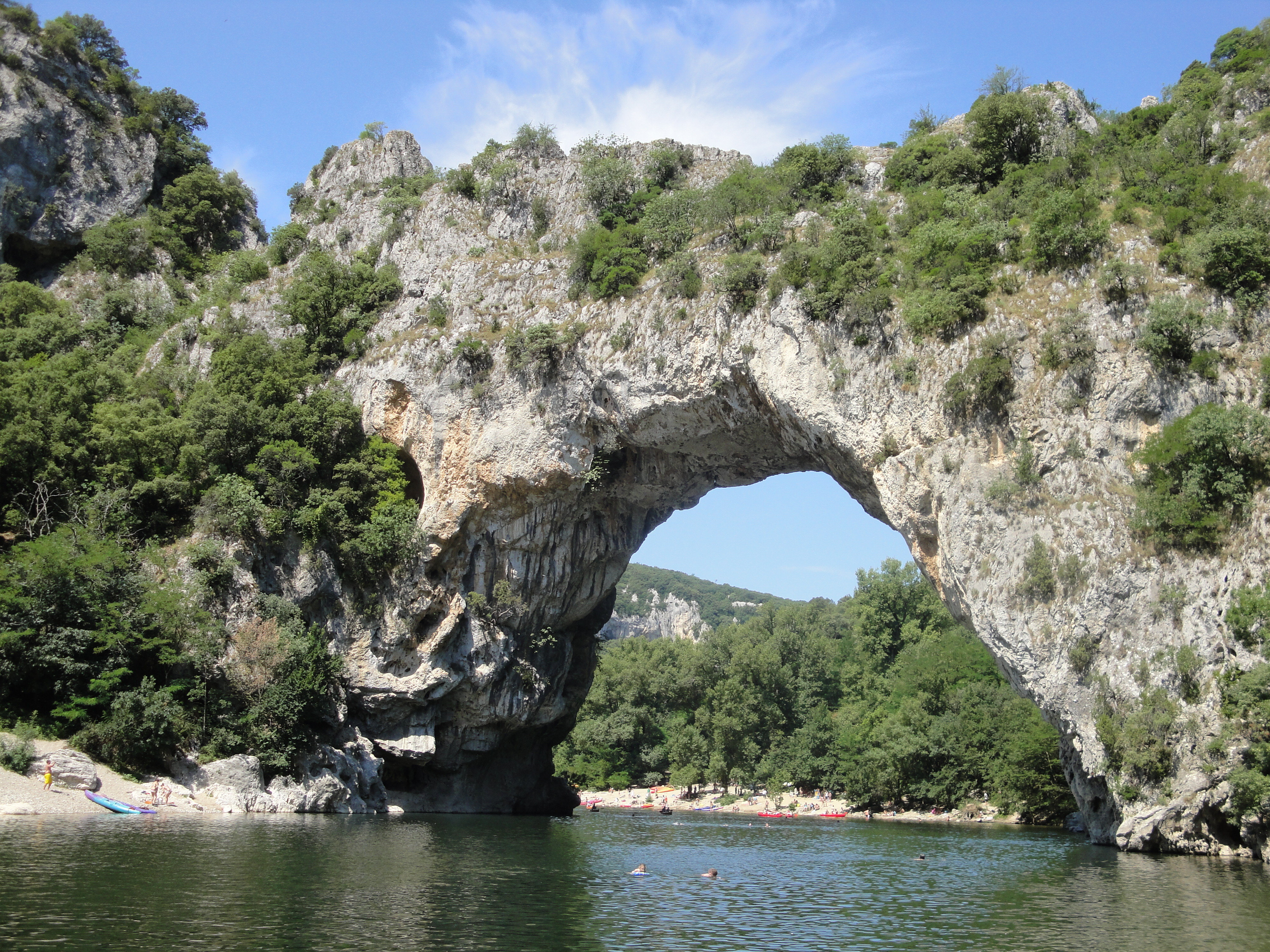
طاق/پل طبیعی آردش

غار در دامنهٔ کوه مشرف به مسیر پیشین رودخانه آردش (قبل از بازشدن طاق/پل طبیعی آردش) قرار دارد. دره‌های منطقهٔ آردش پر از غارهای متنوع است که بسیاری از آن‌ها اهمیت زمین شناختی و باستان‌شناسی دارند. این غار به‌طور غیرعادی و بی همانندی بزرگ و کمیت، کیفیت و وضع آثار هنری روی دیوارهایش بی‌نظیر است. بر اساس تاریخگذاری رادیوکربن استفاده از این غار به دو دوره مجزا تقسیم می‌شود: اوریگنشین (Aurignacian) و گراوتین (Gravettian). بیشتر آثار هنری به دورهٔ قدیمی‌تر (اوریگنشین ۳۰۰۰۰ تا ۳۲۰۰۰ سال پیش) برمی‌گردند. از استفادهٔ بعدی از غار در دورهٔ گراوتین بین ۲۵۰۰۰ تا ۲۷۰۰۰ سال پیش نشانه‌های کمی برجای مانده، از جمله رد پای یک کودک و آثار خاکستر مربوط به آتش (آتشدان) و دودهٔ کربن ناشی از مشعل‌هایی که برای روشنایی بکار می‌رفته‌است. شواهد حاکی از آنست که پس از زمان بازدید کودک از غار، دهانه غار بخاطر رانش زمین ریزش کرده و بسته شده در نتیجه تا زمان کشف در سال ۱۹۹۴ دست نخورده باقی‌مانده‌است. ردپاها می‌توانند قدیمی‌ترین ردپاهای انسانی با قابلیت تاریخگذاری دقیق باشند.

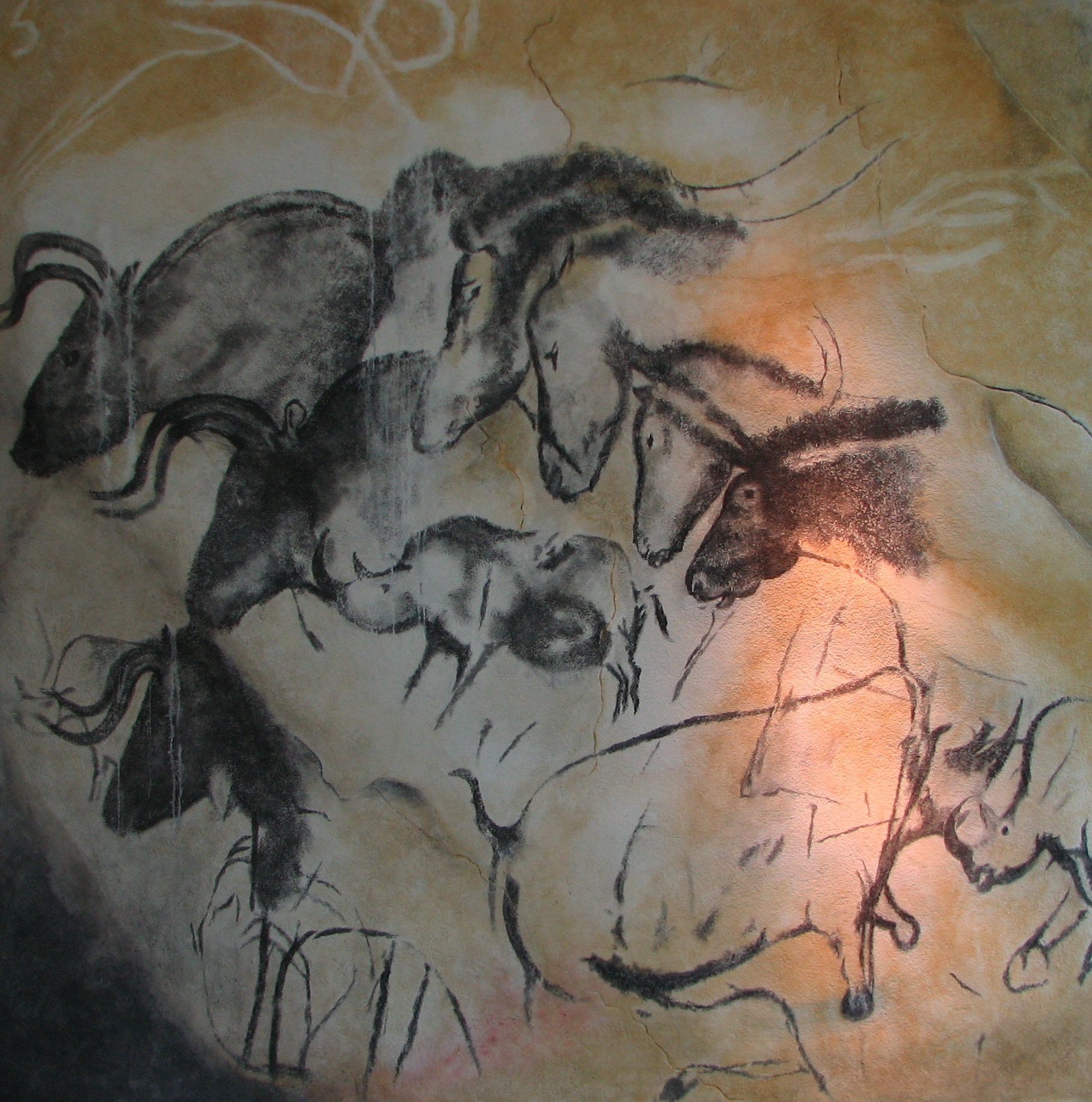
غارنگاره‌های شووِه

## نقاشی‌ها

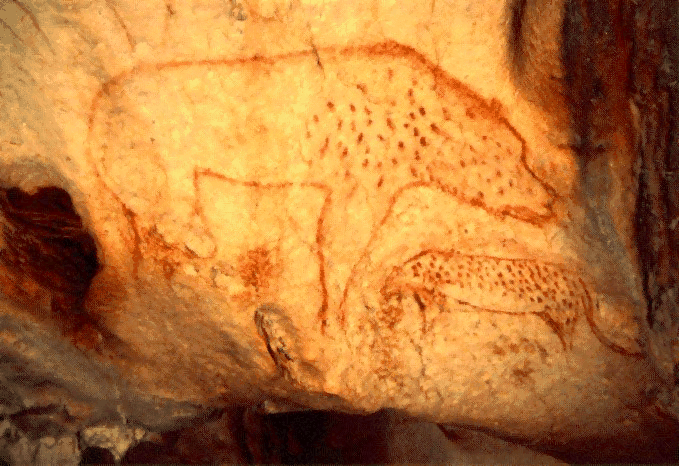
غار شووه یافت شد و در 17 ژانویه 1995 توسط وزیر فرهنگ ژاک توبون (منبع: Gutenberg.org) عمومی شد. اکنون 32000 سال سن دارد.

صدها نقاشی از حیوانات ثبت شده‌است که دست‌کم ۱۳ گونهٔ حیوانی مختلف را نشان می‌دهند که برخی از آن‌ها یا هرگز در دیگر نقاشی‌های دوره یخبندان ثبت نشده یا به ندرت وجود داشته‌است. بجز نقش‌های مربوط به چرندگان (که معمولاً در هنر پارینه سنگی به‌وفور یافت می‌شود مانند اسب، بز و ماموت)، دیوارهای غار شووِه نقاشی‌های بسیاری از حیوانات درنده را نیز دربردارد مانند شیرغارنشین، پلنگ، خرس و نیز کفتار غارنشین.
همانند بیشتر نقاشی‌های غاری در دنیا، در اینجا هم تصویر کامل انسان نقش نشده‌است اگرچه یک نقاشی نصفه نیمه از «ونوس» متشکل از یک آلت جنسی زنانه متصل به دو پای ناکامل کشیده شده‌است. بالای ونوس و در تماس با آن سر یک گاومیش کوهان‌دار وجود دارد که باعث شده برخی ترکیب دو نقاشی را به عنوان یک مینوتور (جانوری با سر گاو و بدن انسان) در نظر بگیرند.
همچنین چند بخش دارای نقوش دست انسان به‌رنگ سرخ خاکی (گِل اُخرایی) وجود دارند که یا اثر مستقیم دست رنگ شده هستند یا با پاشیدن آب رنگ از دهان و استفاده از دست به عنوان استنسیل (شابلون) نقاشی شده‌اند. نقوش آبستره متشکل از خط و نقطه نیز در غار یافت می‌شوند. همچنین دو تصویر غیرقابل شناسایی وجود دارند که به شکل مبهمی به پروانه می‌مانند. این ترکیب اشکال مختلف برخی متخصصان را به‌این گمان واداشته که این نقوش دارای جنبه‌های آیینی، شَمَنی یا جادوگری هستند.
این تصاویر از طریق دقت آناتومیک، توهم عمق و حرکت، استفاده استادانه از رنگ‌ها و ترکیب ماهرانه نقاشی و حکاکی، دید و تکنیک هنری بسیار خوبی را نشان می‌دهند. هنرمندانی که این نقاشی‌های منحصربه‌فرد را تولید کرده‌اند تکنیک‌هایی به‌کار برده‌اند که به‌ندرت در دیگر آثار هنری غاری یافت می‌شود. در برخی موارد، دیوار به‌شکلی هدفمند خراشیده، صاف و آماده شده‌است تا سطح بسیار کم خش و روشنتری در اختیار نقاشان قرار دهد. همین‌طور با استفاده از تکنیک‌های قلم زنی و قطع خطوط تصویر (طراحی روی طراحی) در پاره‌ای از نقاشی‌ها کیفیتی سه بعدی و القای حرکت در تصویر ایجاد شده‌است. همچنین این هنر به‌خاطر وجود منظره (مانند صحنه درگیری حیوانات، مثلاً در یک مورد ۲ کرگدن در مبارزه (برای قلمرو یا جفت) شاخ‌های خود را بهم می‌کوبند) برای دوران خود استثنایی محسوب می‌شود.
این غار علاوه بر نقاشی‌ها، محل نگهداری ردپای انسان و حدود ۴۰۰۰ فسیل حیوان ماقبل تاریخ است.

## تاریخ‌گذاری

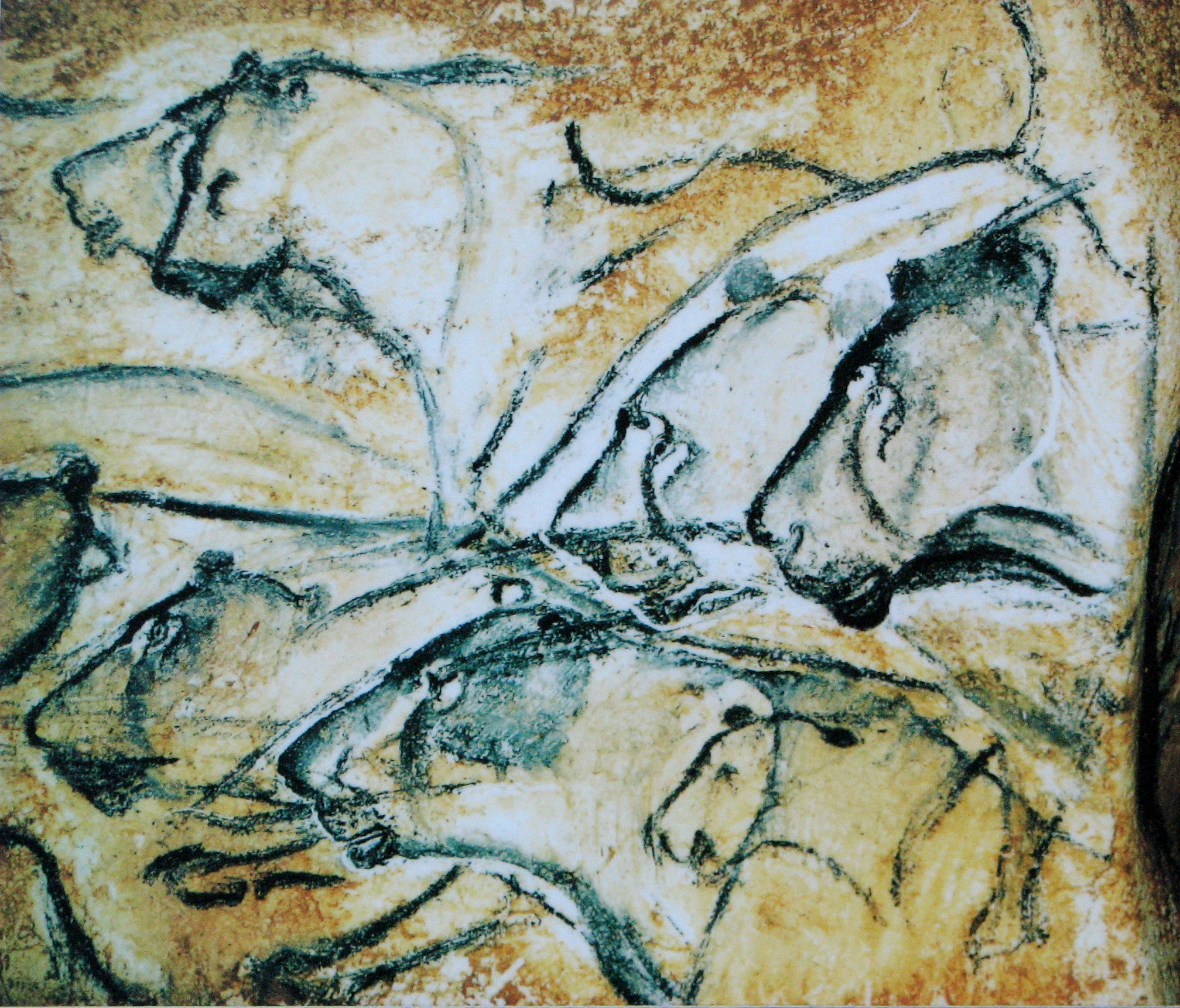
شیر های به تصویر کشیده شده در غار شووه ، عکس برداری شده در سال ۲۰۰۹

براساس تاریخ‌گذاری به‌روش رادیوکربن با استفاده از آثار دودهٔ نقاشی‌ها، دودهٔ مشعل‌ها و کف غار و بنابر ادعای ژان کلوت این محل دارای برخی از قدیمی‌ترین غار نگاره‌هایی است که تاکنون شناخته شده‌اند. کلوت نتیجه می‌گیرد که تاریخ این مکان مربوط به دو دوره است، یکی بین ۲۶۰۰۰ تا ۲۷۰۰۰ سال پیش و دیگری حدود سال‌های بین ۳۰۰۰۰ تا ۳۲۰۰۰ سال پیش. از سال ۱۹۹۹ تاریخگذاری ۳۱ نمونه گرفته شده از غار گزارش شده‌است. اولین آن‌ها نمونه Gifa 99776 از ناحیه شماره ۱۰ به تاریخ ۳۲٬۹۰۰ ± ۴۹۰ سال پیش تعلق دارد.
با این وجود برخی باستان‌شناسان این تاریخ را زیر سؤال برده‌اند. کریستین زوشنر با مقایسهٔ شکلی با نقاشی‌های مشابه در دیگر سایت‌های شناخته شده معتقد است که نقاشی‌های سرخ مربوط به‌دورهٔ گراوتین (۲۳۰۰۰ تا ۲۸۰۰۰ سال پیش) و نقاشی‌های سیاه متعلق به اوایل دورهٔ مگدالنیان (اواخر پارینه سنگی نوین) ۱۰۰۰۰ تا ۱۸۰۰۰ سال پیش هستند. پل پتیت و پل بان (دو باستان‌شناس) نیز معتقدند این تاریخگذاری با توجه به روند شناخته شده تاریخ نقاشی‌های غاری نادرست است و منبع زغال استفاده شده در نقاشی‌ها و اندازهٔ آلودگی سطح دیوارهای غار با دوده مورد تردید است. مطالعات جدید در بارهٔ این نقاشی‌ها نشان می‌دهد که برخی آثار دورهٔ گراوتین بر روی نقاشی‌های قدیمی کشیده شده‌اند که موید قدمت بیشتر نقاشی‌های زیرین است.
تا سال ۲۰۱۱ و با استفاده از نمونه‌های مربوط به آثار مشعل، خود نقاشی‌ها و نیز استخوان‌های حیوانات و زغال‌های کف غار بیش از ۸۰ مورد تاریخگذاری رادیوکربن انجام شده‌است. تاریخ مربوط به این نمونه‌ها دو دوره نشان می‌دهد: ۳۵۰۰۰ سال پیش و ۳۰۰۰۰ سال پیش.
یک مقاله که در ماه می ۲۰۱۲ به وسیلهٔ محققان دانشگاه‌های ساووا، اکس مارسی و مرکز ملی پیش از تاریخ فرانسه در ژورنال رسمی آکادمی ملی علوم آمریکا منتشر شد تصدیق کرد که نقاشی‌ها در دورهٔ اوریگنشین بین ۳۰۰۰۰ تا ۳۲۰۰۰ سال پیش به وجود آمده‌اند. یافته‌های محققان بر اساس آزمایش‌های ژئومورفولوژیک (زمین ریخت‌شناسی) و زمان‌سنجی با استفاده از کلر-۳۶ بر روی آثار رانش زمین پیرامون تنها ورودی غار (تا کنون همین یک ورودی شناخته شده‌است) صورت گرفته‌است. این تحقیقات نشان داد که در حدود ۲۹۰۰۰ سال پیش با فروریختن صخره‌ها ورودی غار کاملاً مسدود شده‌است. این یافته‌ها تاریخ حضور انسان و نقاشی‌ها را مطابق با آنچه تاریخگذاری رادیو کربن کشف کرده به ۳۰۰۰۰ تا ۳۲۰۰۰ سال پیش نسبت می‌دهند.

## حفاظت
غار از زمان کشف در سال ۱۹۹۴ بر روی عموم بسته‌است. با توجه به تجربیاتی که در قرن بیستم از اجازهٔ بازدید عمومی غارهای دارای نقاشی مانند غار لاسکو (Lascaux) بدست آمد، که حضور بازدیدکننده‌ها به رشد قارچ‌ها روی دیوار و صدمات به نقاشی‌ها انجامید، دسترسی به غار به‌شدت محدود شده‌است. در حال حاضر طرح‌هایی برای همانند سازی غار و نقاشی‌ها از روی نمونهٔ اصلی جهت ارائه به عموم در جریان است.
در حال حاضر محل عبور را به نحوی در داخل غار ساخته‌اند که کمترین آسیب را به بافت طبیعی غار بزند. در حال حاضر فقط محققان و دانشمندان و افرادی که مجوز تحقیقات علمی دارند می‌توانند وارد غار بشوند.
یونسکو با توجه به اهمیت این مکان در بازگویی سرگذشت انسان، غار شووه را در سال ۲۰۱۴ در فهرست میراث جهانی ثبت کرد.